# Thụ thể nhân

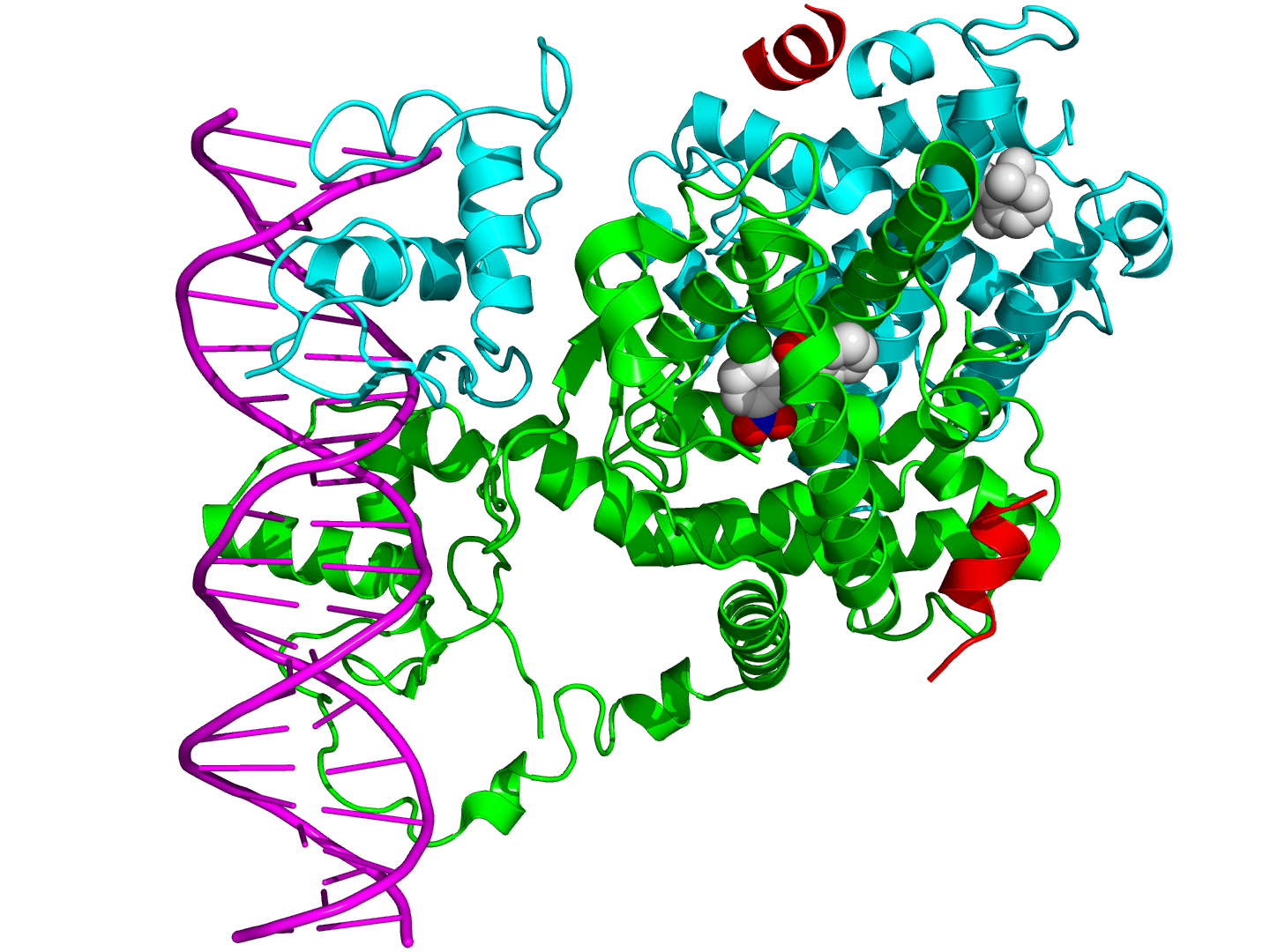
Cấu trúc tinh thể của một dị thể của các thụ thể nhân PPAR-γ (màu xanh lá cây) và RXR-α (màu lục lam) liên kết với sợi đôi DNA (màu đỏ tươi) và hai phân tử của bộ đồng phân NCOA2 (màu đỏ). Chất đối kháng PPAR-GW GW9662 và chất chủ vận RXR-α retinoic acid được mô tả là các mô hình lấp đầy không gian (carbon = trắng, oxy = đỏ, nitơ = xanh lam, clo = xanh lục).

Trong lĩnh vực sinh học phân tử, các thụ thể hạt nhân là một loại protein được tìm thấy trong các tế bào chịu trách nhiệm cảm nhận các hormone steroid và tuyến giáp và một số phân tử khác. Đáp lại, các thụ thể này làm việc với các protein khác để điều chỉnh sự biểu hiện của các gen cụ thể, từ đó kiểm soát sự phát triển, cân bằng nội môi và chuyển hóa của sinh vật.
Các thụ thể hạt nhân có khả năng liên kết trực tiếp với DNA và điều chỉnh sự biểu hiện của các gen lân cận, do đó các thụ thể này được phân loại là các yếu tố phiên mã. Sự điều hòa biểu hiện gen của các thụ thể hạt nhân nói chung chỉ xảy ra khi có phối tử - một phân tử ảnh hưởng đến hành vi của thụ thể - có mặt. Cụ thể hơn, phối tử liên kết với thụ thể hạt nhân dẫn đến sự thay đổi về hình dạng của thụ thể, từ đó kích hoạt thụ thể, dẫn đến sự điều chỉnh tăng hoặc giảm biểu hiện gen.
Một đặc tính duy nhất của các thụ thể hạt nhân phân biệt chúng với các lớp thụ thể khác là khả năng tương tác trực tiếp và kiểm soát sự biểu hiện của DNA bộ gen. Kết quả là, các thụ thể hạt nhân đóng vai trò quan trọng trong cả sự phát triển phôi và cân bằng nội môi trưởng thành. Như được thảo luận dưới đây, các thụ thể hạt nhân có thể được phân loại theo cơ chế  hoặc tương đồng.